# Francesco Brioschi
Francesco Brioschi (n. 22 decembrie 1824 la Milano - d. 13 decembrie 1897 la Milano) a fost un matematician italian.
În perioada 1852 - 1862, a fost profesor de mecanică teoretică și calcul diferențial la Universitatea din Pavia.
În 1861 a fost numit deputat, ca în 1865 să fie numit senator.
A fost și secretar general la Ministerul Învățământului, funcție din care s-a retras în orașul său natal, unde a înființat Institutul Tehnic Superior, la care a predat mecanica fluidelor.
A redactat revista Annàli di Matematica.
Cele mai valoroase lucrări ale sale se referă la rezolvarea ecuațiilor de gradul al V-lea.

## Scrieri
- 1861: Teoria dei covarianti
- 1854: Teoria dei determinanti, care este primul curs în italiană despre determinanți
- 1901 - 1908: Opere matematiche, în patru volume.

Brioschi a tradus în italiană Elementele lui Euclid.
1. ↑  MacTutor History of Mathematics archive, accesat în 22 august 2017
2. 1 2  www.accademiadellescienze.it, accesat în 1 decembrie 2020
3. 1 2 3  Autoritatea BnF, accesat în 10 octombrie 2015
4. ↑  Francesco Brioschi, annuaire prosopographique: la France savante, accesat în 9 octombrie 2017
5. 1 2  www.accademiadellescienze.it, accesat în 1 decembrie 2020
6. ↑  Czech National Authority Database, accesat în 1 martie 2022
7. ↑  Genealogia matematicienilor